# Tindhólmur

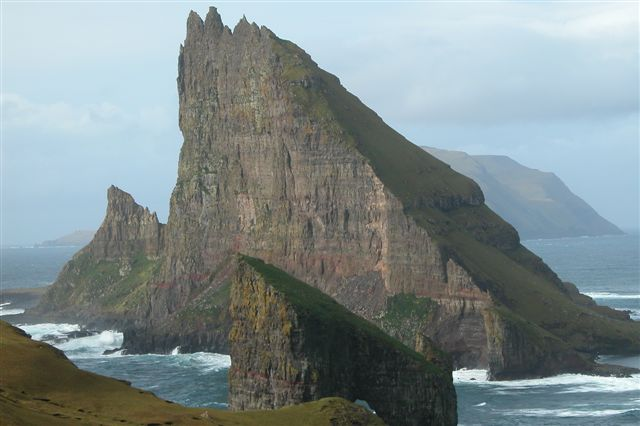
Tindhólmur gezien vanuit het zuidoosten

Tindhólmur is een klein onbewoond eiland dat behoort tot de Faeröer. Het eiland ligt ten westen van Vágar aan het Sørvágsfjørður. Het eiland heeft een oppervlakte van 6500m² en het hoogste punt ligt op 262 meter. Bestuurlijk gezien valt Tindhólmur binnen de gemeente Sørvágs. 
De top van het eiland heeft een bijzondere vorm met vijf toppen genaamd Ytsti, Arni, Lítli, Breiði en Bogdi.